# Emma Norsgaard
Emma Cecilie Norsgaard Bjerg, nata Emma Cecilie Norsgaard Jørgensen (Silkeborg, 26 luglio 1999), è una ciclista su strada danese che corre per il team Lidl-Trek. Tra le Juniores nel 2017 è stata medaglia d'argento mondiale ed europea in linea; da Elite ha invece vinto quattro titoli nazionali, due in linea e due a cronometro, un Festival Elsy Jacobs a tappe e una frazione del Giro d'Italia 2021.
È sorella minore di Mathias Norsgaard e, dall'ottobre 2021, moglie di Mikkel Bjerg, entrambi ciclisti.

## Palmarès

### Strada
- 2016 (Team Rytger)

Campionati danesi, Prova in linea
- 2017 (Team Rytger)

Campionati danesi, Prova a cronometro Junior
- 2020 (Bigla-Katusha/Équipe Paule Ka, due vittorie)

1ª tappa Setmana Ciclista Valenciana (Gandia > Cullera)
Campionati danesi, Prova in linea
- 2021 (Movistar Team, sei vittorie)

1ª tappa Festival Elsy Jacobs (Steinfort > Steinfort)
2ª tappa Festival Elsy Jacobs (Garnich > Garnich)
Classifica generale Festival Elsy Jacobs
1ª tappa Thüringen Tour (Schmölln > Schmölln)
Campionati danesi, Prova a cronometro
6ª tappa Giro d'Italia (Colico > Colico)
- 2022 (Movistar Team, tre vittorie)

Le Samyn
Campionati danesi, Prova a cronometro
Kreiz Breizh Elites
- 2023 (Movistar Team, due vittorie)

Campionati danesi, Prova a cronometro
6ª tappa Tour de France (Albi > Blagnac)
Campionati danesi, Prova in linea
- 2024 (Movistar Team, una vittoria)

Campionati danesi, Prova a cronometro

### Altri successi
- 2021 (Movistar Women)

Classifica giovani Healthy Ageing Tour
Classifica a punti Festival Elsy Jacobs
Classifica giovani Festival Elsy Jacobs
Classifica giovani Thüringen Tour

### Gravel
- 2024

UCI Gravel World Series WE - Blaavands Huk

## Piazzamenti

### Grandi Giri
- Giro d'Italia

2018: non partita (5ª tappa)
2020: ritirata (8ª tappa)
2021: 57ª
2022: 99ª
- Tour de France

2022: ritirata (5ª tappa)
2023: 70ª
2024: 76ª
- Vuelta a España

2023: 73ª
2024: ritirata (3ª tappa)

### Competizioni mondiali
- Campionati del mondo

Doha 2016 - In linea Junior: 6ª
Bergen 2017 - Cronometro Junior: 16ª
Bergen 2017 - In linea Junior: 2ª
Innsbruck 2018 - In linea Elite: ritirata
Imola 2020 - Cronometro Elite: 7ª
Imola 2020 - In linea Elite: 61ª
Fiandre 2021 - Cronometro Elite: 12ª
Fiandre 2021 - Staffetta mista: 6ª
Fiandre 2021 - In linea Elite: 82ª
Wollongong 2022 - Cronometro Elite: 14ª
Wollongong 2022 - Staffetta mista: 6ª
Wollongong 2022 - In linea Elite: ritirata
Glasgow 2023 - Cronometro Elite: 16ª
Glasgow 2023 - In linea Elite: ritirata
Zurigo 2024 - Staffetta mista: 5ª
Zurigo 2024 - In linea Elite: ritirata
- UCI World Tour

2018: 99ª
2019: 140ª
2020: 96ª
2021: 25ª
2022: 21ª
- Giochi olimpici

Tokyo 2020 - In linea: ritirata
Tokyo 2020 - Cronometro: 17ª
Parigi 2024 - Cronometro: 14ª
Parigi 2024 - In linea: 49ª
- Campionati del mondo gravel

Veneto 2023 - Elite: 24ª
Fiandre 2024 - Elite: 9ª

### Competizioni europee
- Campionati europei

Herning 2017 - Cronometro Junior: 3ª
Herning 2017 - In linea Junior: 2ª
Alkmaar 2019 - Cronometro Under-23: 5ª
Alkmaar 2019 - In linea Under-23: ritirata
Plouay 2020 - In linea Under-23: 3ª
Trento 2021 - Cronometro Elite: 10ª
Monaco di Baviera 2022 - Cronometro Elite: 11ª
Monaco di Baviera 2022 - In linea Elite: 7ª
Drenthe 2023 - Cronometro Elite: 16ª
Drenthe 2023 - In linea Elite: 23ª
Limburgo 2024 - In linea Elite: 7ª